# Konkurs Piosenki Eurowizji 1963
8. Konkurs Piosenki Eurowizji został zorganizowany 23 marca 1963 w Centrum Telewizyjnym BBC w Londynie przez brytyjskiego nadawcę publicznego British Broadcasting Company (BBC). Koncert poprowadziła Katie Boyle. Zwycięzcami zostali Grethe i Jørgen Ingmannowie, reprezentanci Danii z utworem „Dansevise”.

## Lokalizacja
Mimo zwycięstwa Francji podczas 7. Konkursu Piosenki Eurowizji w 1962 francuski nadawca publiczny nie był w stanie zorganizować koncertu finałowego z powodu problemów finansowych. W październiku 1962 ogłoszono, że konkurs odbędzie się w siedzibie BBC Television Centre, mieszczącej się w londyńskiej dzielnicy Hammersmith and Fulham. Budynek został otwarty 29 czerwca 1960 i był pierwszym gmachem należącym do BBC, wzniesionym z myślą o prowadzeniu w nim produkcji telewizyjnej.

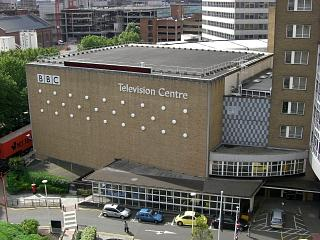
BBC Television Centre – miejsce organizacji konkursu

Telewizja BBC zorganizowała koncert finałowy w kilku studiach nagraniowych. Z powodu niedokończonej budowy największego studia w Europie – TC1, miejscem organizacji zostały sale TC3 i TC4, mające optycznie identyczne wymiary. Ze względu na dobrą jakość akustyki, studio TC4 zostało wykorzystane jako miejsce prezentacji uczestników, a TC3 służyło jako hala dla publiczności oraz miejsce rozstawienia tablicy wyników. W trzecim pomieszczeniu, studiu TC5, przebywała brytyjska komisja sędziowska. Każdy uczestnik zapewniał sobie swój własny wygląd sceny, co wywołało pogłoski o wcześniejszym nagraniu koncertu. Plotki jednak zdementowano.

## Przebieg konkursu
Kolejność występów ustalono stosunkowo wcześnie w porównaniu z poprzednimi konkursami, decyzja zapadła 26 listopada 1962. Dzięki szybkiemu sporządzeniu grafiku reprezentanci, którzy wylosowali dalsze pozycje startowe, nie musieli być obecni podczas wszystkich trzech dniach prób. Podobnie jak podczas konkursu w 1960, Wielka Brytania ponownie otwierała organizowany przez siebie koncert finałowy.
Próby do konkursu rozpoczęły się we wtorek 21 marca, każdy uczestnik z pierwszej połowy stawki miał 55 minut na próbny występ z orkiestrą, która liczyła ok. 45 muzyków. Pierwszy raz w historii konkursu podczas prezentacji konkursowej użyto wysięgnika mikrofonu, który nie był widoczny przez telewidza – oglądający widział jedynie sylwetkę reprezentanta i ruch jego warg. Len Shorey, główny nadzorca dźwięku podczas konkursu, zdradziła w książce Songs For Europe – The United Kingdom at the Eurovision Song Contest, że pracownicy telewizji odpowiedzialni za odbiór dźwiękowy mieli kilka problemów.
Po raz pierwszy planowano również wprowadzić tzw. pocztówki, czyli krótkie filmiki między występami prezentujące poszczególnych uczestników. Organizatorzy chcieli nagrać 30-sekundowe skecze z popularnymi postaciami świnek z bajki dla dzieci Pinky and Perky. Filmiki zostały sfilmowane i nagrane w studio w Manchesterze i miały pojawić się podczas transmisji na żywo, jednak w ostatniej chwili zrezygnowano z ich zaprezentowania.

### Kontrowersje podczas głosowania
Podobnie jak w 1962, komisja jurorska głosowała na swoje ulubione utwory. Tym razem członkowie jednak przyznawali punkty pięciu, a nie trzem najlepszym propozycjom. Najlepszy utwór zdobywał pięć punktów, kolejny – cztery itd., aż do 1 punktu dla piątej ocenionej piosenki. Po raz pierwszy komisja podawała swoje głosy w kolejności występowania krajów, a nie od końca tabeli.

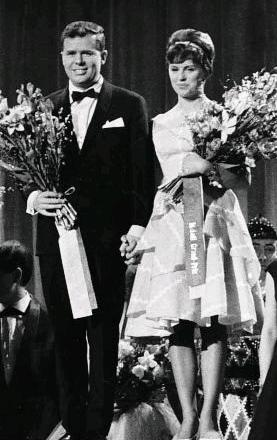
Grethe i Jørgen Ingmann – zwycięzcy konkursu w 1963

Proces głosowania przebiegał bezproblemowo do czasu podawania głosów z Norwegii. Sekretarz Roald Øyen podał punkty w nieodpowiedni sposób. Prowadząca koncert Katie Boyle połączyła się z nim ponownie po oddaniu głosów przez pozostałe państwa; szwajcarska reprezentantka Esther Ofahim wówczas miała na koncie 42 punkty, a duński duet Jørgen i Grethe Ingmann – 40. Po ponownym połączeniu się z norweskim sekretarzem suma punktów obu krajów zmieniła się na korzyść reprezentantów Danii. Pomimo plotek o zmanipulowaniu wyników z Norwegii Europejska Unia Nadawców uznała je za przyznane zgodnie z regulaminem i ogłosiła zwycięstwo Duńczyków

## Kraje uczestniczące
W konkursie udział wzięli reprezentanci 16 nadawców publicznych, którzy uczestniczyły również w koncertach w 1961 i 1962. W konkursie po raz drugi wziął udział Ronnie Carroll, który reprezentował Wielką Brytanię, podczas konkursu w 1962. Każdemu reprezentantowi towarzyszyła orkiestra, którą kierował wyznaczony przez kraj dyrygent. Głównym dyrygentem konkursu był Eric Robinson, który dyrygował orkiestrą podczas występów reprezentantów Holandii, Luksemburga, Szwajcarii, Wielkiej Brytanii. Pozostałymi dyrygentami byli: Erwin Halletz (Austria), Francyz Bay (Belgia), Kai Mortensen (Dania), George de Godzinsky (Finlandia), Franck Pourcel (Francja), Rafael de Ibarbia Serra (Hiszpania), Miljenko Prohaska (Jugosławia), Raymond Lefèvre (Monako), Willy Berking (Niemcy), Øivind Bergh (Norwegia), William Lind (Szwecja) i Gigi Cicchellero (Włochy).

## Wyniki

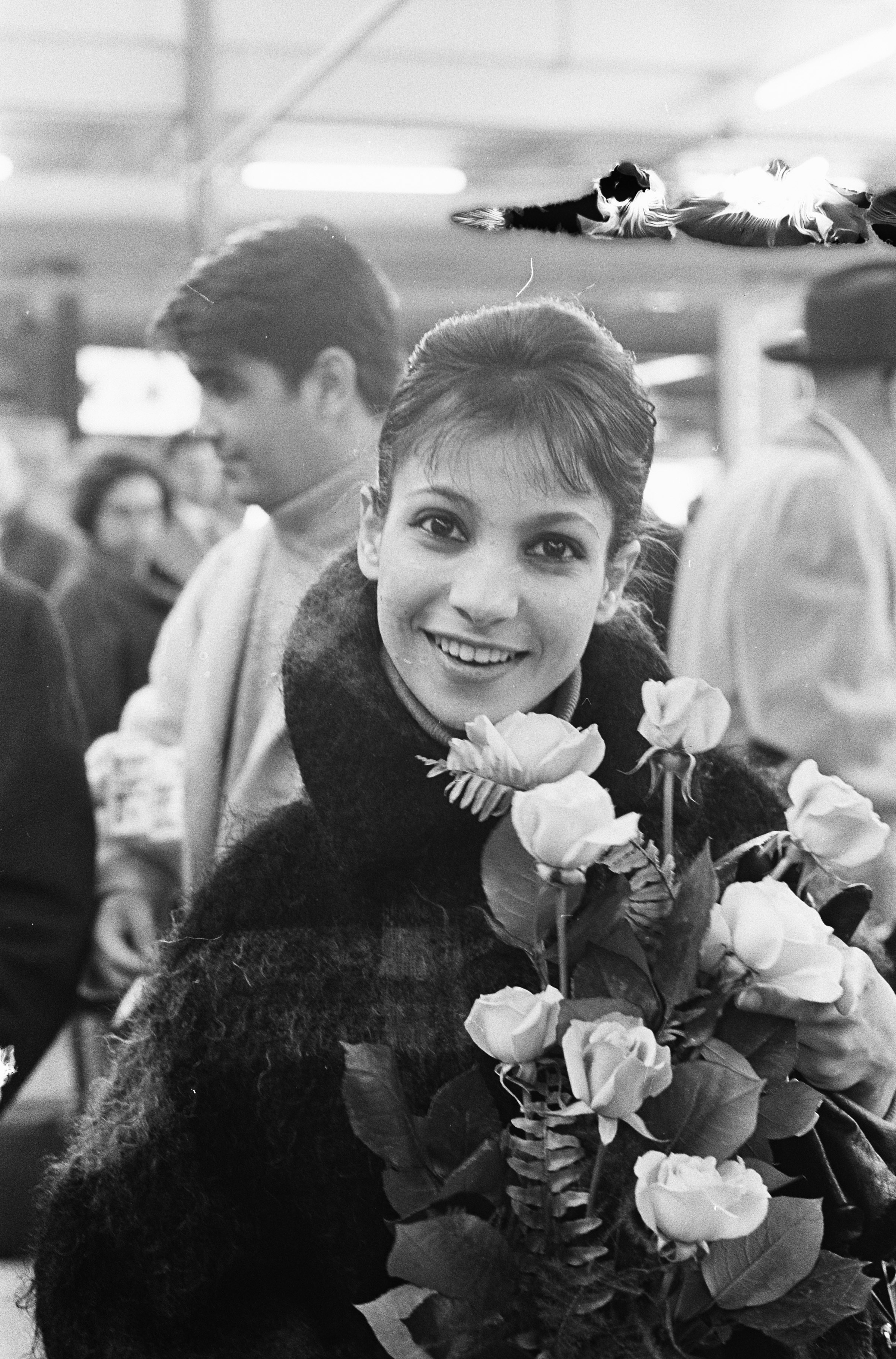
Reprezentantka Szwajcarii – Ester Ofarim

| Lp. | Kraj            | Język                | Artysta                 | Piosenka                          | Miejsce | Punkty |
| --- | --------------- | -------------------- | ----------------------- | --------------------------------- | ------- | ------ |
| 01  | Wielka Brytania | angielski            | Ronnie Carroll          | „Say Wonderful Things”            | 4       | 28     |
| 02  | Holandia        | niderlandzki         | Annie Palmen            | „Een speeldoos”                   | 13      | 0      |
| 03  | Niemcy          | niemiecki            | Heidi Brühl             | „Marcel”                          | 9       | 5      |
| 04  | Austria         | niemiecki, angielski | Carmela Corren          | „Vielleicht geschieht ein Wunder” | 7       | 16     |
| 05  | Norwegia        | norweski             | Anita Thallaug          | „Solhverv”                        | 13      | 0      |
| 06  | Włochy          | włoski               | Emilio Pericoli         | „Uno per tutte”                   | 3       | 37     |
| 07  | Finlandia       | fiński               | Laila Halme             | „Muistojeni laulu”                | 13      | 0      |
| 08  | Dania           | duński               | Grethe i Jørgen Ingmann | „Dansevise”                       | 1       | 42     |
| 09  | Jugosławia      | serbsko-chorwacki    | Vice Vukov              | „Brodovi”                         | 11      | 3      |
| 10  | Szwajcaria      | francuski            | Ester Ofarim            | „T’en va pas”                     | 2       | 40     |
| 11  | Francja         | francuski            | Alain Barrière          | „Elle était si jolie”             | 5       | 25     |
| 12  | Hiszpania       | hiszpański           | José Guardiola          | „Algo prodigioso”                 | 12      | 2      |
| 13  | Szwecja         | szwedzki             | Monica Zetterlund       | „En gång i Stockholm”             | 13      | 0      |
| 14  | Belgia          | niderlandzki         | Jacques Raymond         | „Waarom?”                         | 10      | 4      |
| 15  | Monako          | francuski            | Françoise Hardy         | „L’amour s’en va”                 | 5       | 25     |
| 16  | Luksemburg      | francuski            | Nana Muschuri           | „À force de prier”                | 8       | 13     |

Legenda:
     1. miejsce
Tabela punktacyjna finału
| Wielka Brytania     | Holandia        | Niemcy | Austria | Norwegia | Włochy | Finlandia | Dania | Jugosławia | Szwajcaria | Francja | Hiszpania | Szwecja | Belgia | Monako | Luksemburg |   |   |
| Uczestnicy konkursu | Wielka Brytania |        | 3       |          |        | 5         |       | 3          | 3          | 3       |           | 3       | 5      | 2      |            | 1 |   |
| Uczestnicy konkursu | Holandia        |        |         |          |        |           |       |            |            |         |           |         |        |        |            |   |   |
| Uczestnicy konkursu | Niemcy          |        |         |          |        | 2         |       |            |            |         |           |         |        |        |            | 3 |   |
| Uczestnicy konkursu | Austria         | 4      |         |          |        |           |       | 4          | 1          |         |           | 2       |        | 3      | 2          |   |   |
| Uczestnicy konkursu | Norwegia        |        |         |          |        |           |       |            |            |         |           |         |        |        |            |   |   |
| Uczestnicy konkursu | Włochy          | 2      | 1       |          |        | 3         |       | 2          | 5          | 4       | 5         |         | 3      |        | 3          | 5 | 4 |
| Uczestnicy konkursu | Finlandia       |        |         |          |        |           |       |            |            |         |           |         |        |        |            |   |   |
| Uczestnicy konkursu | Dania           | 3      | 5       | 2        | 3      | 4         | 2     | 5          |            |         | 3         |         |        | 5      | 5          |   | 5 |
| Uczestnicy konkursu | Jugosławia      |        |         |          |        |           |       |            |            |         |           | 1       | 2      |        |            |   |   |
| Uczestnicy konkursu | Szwajcaria      | 5      |         | 4        | 5      | 1         | 5     |            | 4          |         |           |         | 4      | 1      | 4          | 4 | 3 |
| Uczestnicy konkursu | Francja         |        | 4       | 1        | 2      |           | 4     |            |            | 5       | 4         |         | 1      |        | 1          | 2 | 1 |
| Uczestnicy konkursu | Hiszpania       |        |         |          |        |           |       |            |            | 2       |           |         |        |        |            |   |   |
| Uczestnicy konkursu | Szwecja         |        |         |          |        |           |       |            |            |         |           |         |        |        |            |   |   |
| Uczestnicy konkursu | Belgia          |        |         |          | 4      |           |       |            |            |         |           |         |        |        |            |   |   |
| Uczestnicy konkursu | Monako          | 1      | 2       | 5        | 1      |           | 3     |            |            | 1       | 1         | 5       |        | 4      |            |   | 2 |
| Uczestnicy konkursu | Luksemburg      |        |         | 3        |        |           | 1     | 1          | 2          |         | 2         | 4       |        |        |            |   |   |

## Międzynarodowi nadawcy i głosowanie
Poniższy spis przedstawia kolejność głosowania poszczególnych krajów w 1963 wraz z nazwiskami sekretarzy, którzy przekazywali punkty od swojego państwa. Nadawcy publiczni mogli też zatrudnić własnego komentatora, który relacjonował w ojczystym języku przebieg konkursu.
Kolejność głosowania i krajowi sekretarze
1. Wielka Brytania – Nicholas Parsons
2. Holandia – Pim Jacobs[20]
3. Niemcy – nieznany
4. Austria – nieznany
5. Norwegia – Roald Øyen
6. Włochy – Enzo Tortora
7. Finlandia – Poppe Berg[21]
8. Dania – nieznany
9. Jugosławia – Miloje Orlović
10. Szwajcaria – Alexandre Burger
11. Francja – nieznany
12. Hiszpania – nieznany
13. Szwecja – Edvard Matz[22]
14. Belgia – nieznany
15. Monako – nieznany
16. Luksemburg – nieznany

Komentatorzy
- Austria – Emil Kollpacher (ORF)
- Belgia – Herman Verelst i Denise Maes (BRT), Pierre Delhasse (RTB)[23]
- Dania – Ole Mortensen (DR TV)[23]
- Finlandia – Aarno Walli (Suomen Televisio)
- Francja – Pierre Tchernia (RTF)[24]
- Hiszpania – Federico Gallo (TVE)[25]
- Holandia – Willem Duys[26] (NTS)
- Jugosławia – Ljubomir Vukadinović (Televizija Beograd), Gordana Bonetti (Televizija Zagreb), Tomaž Terček (Televizija Ljubljana)
- Luksemburg – Jacques Navadic (Télé-Luxembourg)
- Monako – Roberto Beauvais (Télé Monte Carlo)[23]
- Niemcy – Hanns Joachim Friedrichs (Deutsches Fernsehen)
- Norwegia – Øivind Johnsen (NRK i NRK P1)
- Szwajcaria – Theodor Haller (TV DRS), Georges Hardy (TSR), Giovanni Bertini (TSI)[23]
- Szwecja – Jörgen Cederberg (Sveriges Radio-TV iSR P1)[27]
- Włochy – Renato Tagliani (Programma Nazionale)
- Wielka Brytania – David Jacobs (BBC TV), Michael Aspel (BBC Light Programme)